# 西拉 (圣经人物)
西拉，或息耳瓦诺，是早期基督教团体的重要领导人之一。据新约圣经，他曾代替巴拿巴与使徒保罗在小亚细亚和希腊一同传道，巩固各地教会。期间曾与保罗一同遭受殴打并被囚禁。他的瞻礼日是7月30日。